# لوب آهیانه‌ای
لوب آهیانه‌ای یا لوب پاریتال (به انگلیسی: Parietal lobe) یا لَپ آهیانه‌ای یکی از چهار لوب اصلی قشر مغز جانوران است.
لوب آهیانه‌ای بخش بالایی وسط نیم‌کره مغز است که بین لوب پیشانی و لوب پس‌سری و در بالای لوب گیجگاهی قرار دارد.
حس بساوایی (لامسه)، ادراک فضایی، ادراک دیداری، بازشناسی اندازه‌ها، رنگ و اشکال از یکدیگر و احساس درد، در کل، از کارکردهای این لوب است. لوب آهیانه اطلاعات حسی، از جمله حس فضایی و جهت‌یابی (حس عمقی) را دریافت و ناحیه اصلی پذیرای حس لامسه و ورودی بینایی در مسیر دوگانه بینایی و شنوایی در محل قشر حسیِ بدنی، که درست در پشت شیار مرکزی در شکنج پس مرکزی قرار دارد، است. همچنین ورودی‌های حسی اصلی پوست (لمس، دما و گیرنده‌های درد)، از طریق تالاموس به لوب آهیانه منتقل می‌شوند.
چندین ناحیه از لوب پاریتال در پردازش زبان اهمیت دارند :
• شکنج زاویه‌دار
• ناحیه ورنیکه
•برآمدگی Supramarginal
قشر حسی بدنی را می‌توان به شکلِ هومونکولوس قشری (به لاتین: little man) که در آن اعضای بدن بر اساس مقداری از قشر حسی بدنی به آنها اختصاص داده شده‌است، نیز در نظر گرفت. لوبول آهیانهٔ فوقانی و لوبول آهیانهٔ تحتانی نواحی اولیه بدن در درک آگاهی فضایی هستند.
نام این بخش از استخوان جداری که در لاتین «paries» به معنای دیوار است نامگذاری شده.

## اندام‌شناسی
لوب آهیانه‌ای با چهار مرز اندام‌شناسی تفکیک و مشخص می‌شود. شیار مرکزی که به آن شیار رولاند هم گفته می‌شود، لوب آهیانه‌ای را از لوب پیشانی جدا می‌سازد. شیار آهیانه‌ای - پس سری نیز این لوب را از لوب پس سری جدا می‌سازد. شیار جانبی یا شیار سیلویان، مهم‌ترین مرز جانبی است که این لوب را از لوب گیجگاهی جدا می‌کند و شیار میانهٔ مغز نیز این لوب را به دو قسمت تقسیم می‌کند. بلافاصله در پشت شیار مرکزی و قدامی‌ترین قسمت لوب آهیانه، شکنج پس مرکزی (ناحیه برادمن ۳)، ناحیه اولیه قشر حسی تنی و جدا کننده این قسمت از قشر آهیانه خلفی شیار پست مرکزی است.

## وظایف و عملکرد
لوب پاریتال نقش مهمی در یکپارچه سازی اطلاعات حسی از قسمت‌های مختلف بدن، دانش اعداد و روابط آنها، همچنین پردازش اطلاعات مربوط به حس لامسه ایفا می‌کند. ادغام اطلاعات حسی از حواس مختلف با اطلاعات ذخیره شده در حافظه و یکپارچه سازی اطلاعات در مورد وضعیت درونی فرد، با اطلاعات حسی دنیای بیرون. بخش‌هایی از لوب آهیانه درگیر پردازش بینایی فضایی نیز هستند. آسیب دیدن لوب آهیانه ای موجب عدم توانایی تشخیص نقاط مختلف در فضا، تشخیص زاویه خطوط و درک رابطه فضایی بین خطوط اشیاء میگردد. علاوه براین نواحی آهیانه ای مغز مارا قادر به پیوند دادن کردن نقشه فضایی در سراسر دیگر ماهیت های حسی میکند، و این اطلاعات را با حرکات بدن هماهنگ میکند. اگرچه این لوب ماهیتی چند حسی دارد (دریافت کننده حواس مختلف)، اما قشر آهیانه خلفی اغلب توسط دانشمندان به عنوان مسیر پشتی بینایی (بر خلاف جریان شکمی در لوب تمپورال) نامیده می‌شود. این مسیر پشتی را جریان «کجا» (مانند بینش فضایی) و جریان «چگونه» (مانند رؤیت برای عمل) می‌نامند. قشر پاریتال خلفی (PPC) ورودی حسی و بصری دریافت می‌کند که از طریق سیگنال‌های حرکتی، حرکت بازو، دست و چشم را کنترل می‌کند.

پویانمایی لوب آهیانه‌ای.

## اهمیت بالینی
در انسان ها نقش پررنگ ادغام کننده چند وجهی اطلاعات این بخش مغز پس از آسیب به این ناحیه به راحتی دیده میشود، بیماری های مانند دیسلکسیا، آلِکسیا، آپراکسیا و نانگارایی که ناتوانی در خواندن و نوشتن در نتیجه آسیب مغزی میباشد 

## نگارخانه

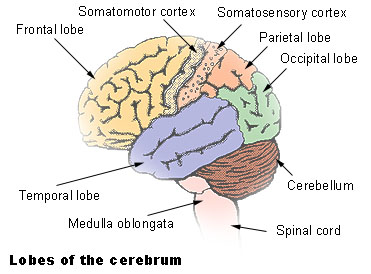
لوب‌های مغز انسان
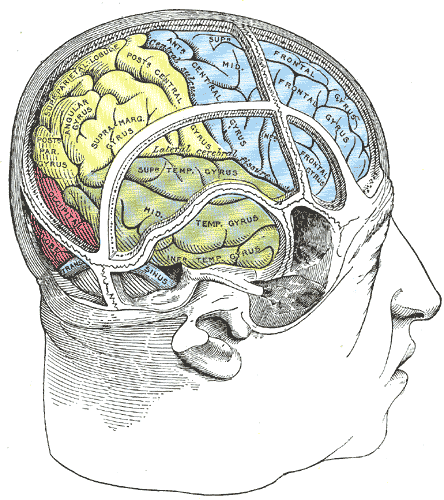
نقاشی نشان دهنده روابط مغز با جمجمه.
همونکلوس ناحیه حسیِ بدنی